# Jean-Baptiste Elissamburu
Jean Baptiste Elizanburu (Sara, Lapurdi, 1828 - Sara, 1891) va ser un escriptor en èuscar.
Va fer els primers estudis al poble de Sara i després ingressà en el seminari de Larresoro on va fer amistat amb el futur poeta Zalduby. Als 21 anys abandonà ell seminari i entrà a l'exèrcit francès on va arribar al grau de capità. A partir de 1855 obté diversos premis literaris essent el més transcendent el concedit el 1861 pel poema Nere etchea ("La meva casa" en català) popularitzat tant al nord com al sud del País Basc.
Va deixar inacabada la que es considera la primera novel·la en labortà Piarres Adame
La crítica literària l'ha considerat com de "primera qualitat" (Villasante) o "mestre del llenguatge" (Michelena).

## Obra
- Piarres Adame 1888.
- Koplak. 1855;1867.